# Denver Broncos 2024
La stagione 2024 dei Denver Broncos è stata la 55ª della franchigia nella National Football League, la 65ª complessiva e la seconda con Sean Payton come capo-allenatore.

## Scelte nel Draft 2024
| Scelte dei Broncos nel Draft 2024 |        |                               |                               |                               |                   |
| Giro                              | Scelta | Giocatore                     | Ruolo                         | College                       | Note              |
| 1                                 | 12     | Bo Nix                        | QB                            | Oregon                        |                   |
| 3                                 | 76     | Jonah Elliss                  | DE                            | Utah                          |                   |
| 4                                 | 113    | Scambiata con i New York Jets | Scambiata con i New York Jets | Scambiata con i New York Jets |                   |
| 4                                 | 102    | Troy Franklin                 | WR                            | Oregon                        | da Seattle        |
| 5                                 | 145    | Kris Abrams-Draine            | CB                            | Missouri                      | da Cleveland      |
| 5                                 | 147    | Audric Estimé                 | RB                            | Notre Dame                    |                   |
| 7                                 | 235    | Devaughn Vele                 | WR                            | Utah                          | da San Francisco  |
| 7                                 | 256    | Nick Gargiulo                 | G                             | South Carolina                | dai New York Jets |

## Staff
| Staff dei Denver Broncos |
| --- |
| Organi dirigenziali - Proprietario – Rob Walton - CEO – Greg Penner - Presidente – Damani Leech - General Manager – George Paton - Assistente General Manager - Darren Mougey - Direttore del personale dei giocatori – Reed Burckhardt - Dirigente sportivo – A.J. Durso - Direttore delle operazioni di football – Kelly Kleine - Vice direttore delle operazioni di football – Mark Thewes - Vice presidente amministrativo – Rich Hurtado - Vice presidente per lo sviluppo giocatori – Ray Jackson - Direttore degli osservatori del college – Brian Stark - Assistente direttore osservatori – Nick Schiralli - Senior del personale esecutivo – Roman Phifer - Consulente – John Elway Capo allenatore - Sean Payton - Assistente – Mike Westhoff - Assistente – Paul Kelly Altri allenatori - Vice presidente performance e salute dei giocatori – Beau Lowery - Preparatore atletico – Dan Dalrymple - Assistente p.a. – Korey Jones - Assistente p.a. – Shaun Snee Allenatori dell'attacco - Coordinatore offensivo – Joe Lombardi - Quarterback – Davis Webb - Running back – Lou Ayeni - Wide receiver – Keary Colbert - Tight end – Declan Doyle - Offensive line – Zach Strief - Assistente offensivo – Austin King - Passing game coordinator – John Morton - Controllo qualità dell'attacco – Logan Kilgore - Controllo qualità dell'attacco – Zach Grossi - Controllo qualità dell'attacco – Favian Upshaw Allenatori della difesa - Coordinatore difensivo – Vance Joseph - Defensive line – Jamar Cain - Outside Linebacker – Michael Wilhoite - Linebacker – Greg Manusky - Defensive backs – Jim Leonhard - Controllo qualità difensiva - Isaac Shewmaker - Controllo qualità difensiva – Addison Lynch - Assistente difensivo – Joel Vitt Allenatori dello special team - Coordinatore dello special team – Ben Kotwica - Assistente dello special team – Chris Banjo |

## Roster
| Roster dei Denver Broncos |
| --- |
| Quarterback - 10 Bo Nix - 8 Jarrett Stidham - 4 Zach Wilson Running Back - 23 Audric Estimé - 38 Jaleel McLaughlin - 25 Blake Watson - 33 Javonte Williams - 20 Michael Burton FB Wide Receiver - 16 Troy Franklin - 19 Marvin Mims - 84 Lil'Jordan Humphrey - 14 Courtland Sutton - 17 Devaughn Vele Tight End - 45 Nate Adkins - 85 Lucas Krull - 82 Adam Trautman Offensive Linemen - 72 Garett Bolles T - 73 Frank Crum T - 54 Alex Forsyth C - 69 Mike McGlinchey T - 77 Quinn Meinerz G - 63 Alex Palczewski T - 79 Matt Peart T - 74 Ben Powers G - 60 Luke Wattenberg C Defensive Linemen - 99 Zach Allen DE - 98 John Franklin-Myers DE - 94 Jordan Jackson DE - 93 D.J. Jones DT - 97 Malcolm Roach DT - 96 Eyioma Uwazurike DE Linebacker - 55 Cody Barton ILB - 15 Nik Bonitto OLB - 42 Zach Cunningham ILB - 0 Jonathon Cooper OLB - 52 Jonah Elliss OLB - 56 Levelle Bailey ILB - 92 Dondrea Tillman OLB - 40 Justin Strnad ILB - 41 Drew Sanders ILB Defensive Back - 31 Kris Abrams-Draine CB - 22 Brandon Jones FS - 26 Devon Key FS - 6 P.J. Locke SS - 29 Ja'Quan McMillian CB - 27 Damarri Mathis CB - 21 Riley Moss CB - 34 JL Skinner SS - 1 Tremon Smith CB - 2 Patrick Surtain II CB Special Team - 9 Riley Dixon P - 48 Mitchell Fraboni LS - 3 Wil Lutz K Lista delle riserve - 49 Alex Singleton ILB (IR) - 75 Quinn Bailey T (IR) - 28 Tyler Badie RB (IR) - 32 Delarrin Turner-Yell FS (PUP) Squadra di allenamento - 43 Keidron Smith FS - 83 Michael Bandy WR - 66 Nick Gargiulo G - 91 Matt Henningsen DE - 30 Tanner McCalister SS - 68 Jordan Miller NT - 36 Quinton Newsome CB - 89 Donald Parham TE - 78 William Sherman G - 13 David Sills - 35 Reese Taylor CB - 76 Calvin Throckmorton G - 86 Thomas Yassmin TE - 71 Cameron Fleming LT - 87 A.T. Perry WR - 57 K.J. Kloyd ILB Roster aggiornato al 6 gennaio 2025 53 attivi, 4 inattivi, 16 nella squadra di allenamento |
| Legenda - I rookie sono in corsivo. - Il primo ruolo è il principale mentre gli eventuali successivi indicano i ruoli secondari. - (IR) sta per Injured Reserve ed indica la lista ristretta per un solo giocatore infortunato che può tornare ad allenarsi dopo la settimana 6 e a rientrare in prima squadra dopo che questa ha giocato 8 partite. - (NF-Inj.) / (NF-Ill.) stanno rispettivamente per Non-Football Injured e Non-Football Illness ed indicano le liste dove viene inserito un giocatore che ha un infortunio o una malattia non dipendente dal football americano. - (PUP) sta per Physically Unable to Perform ed indica la lista dove viene inserito un giocatore mentre è in attesa di recuperare la condizione fisica. Nella stagione regolare dopo la sesta partita giocata dalla propria squadra, il giocatore ha tempo tre settimane per riprendere ad allenarsi, più tre settimane aggiuntive dal suo rientro agli allenamenti per rientrare in prima squadra. |

## Precampionato
Le gare del precampionato furono annunciate il 15 maggio 2024 insieme al calendario della stagione regolare.
| Precampionato |           |            |                      |           |        |                            |                    |         |
| Settimana     | Data      | Ora (MT)   | Avversario           | Risultato | Record | Stadio                     | TV                 | Sintesi |
| 1             | 11 agosto | 11:00 a.m. | @ Indianapolis Colts | V 34-30   | 1-0    | Lucas Oil Stadium          | KTVD (MyNetworkTV) | Sintesi |
| 2             | 18 agosto | 6:00 p.m.  | Green Bay Packers    | V 27-2    | 2-0    | Empower Field at Mile High | KUSA (NBC)         | Sintesi |
| 3             | 25 agosto | 2:30 p.m.  | Arizona Cardinals    | V 38-12   | 3-0    | Empower Field at Mile High | CBS                | Sintesi |

## Stagione regolare

### Calendario
Il 15 maggio 2024 fu annunciato il calendario della stagione regolare. Data e orario della gara di settimana 18 furono definiti il 29 dicembre, subito dopo lo svolgimento del diciassettesimo turno.
| Stagione regolare |                    |                    |                            |                    |                    |                            |                    |                    |
| Settimana         | Data               | Ora (MT)           | Avversario                 | Risultato          | Record             | Stadio                     | TV                 | Sintesi            |
| 1                 | 8 settembre        | 2:05 p.m.          | @ Seattle Seahawks         | S 20-26            | 0-1                | Lumen Field                | CBS                | Sintesi            |
| 2                 | 15 settembre       | 2:25 p.m.          | Pittsburgh Steelers        | S 6-13             | 0-2                | Empower Field at Mile High | CBS                | Sintesi            |
| 3                 | 22 settembre       | 11:00 a.m.         | @ Tampa Bay Buccaneers     | V 26-7             | 1-2                | Raymond James Stadium      | Fox                | Sintesi            |
| 4                 | 29 settembre       | 11:00 a.m.         | @ New York Jets            | V 10-9             | 2-2                | MetLife Stadium            | CBS                | Sintesi            |
| 5                 | 6 ottobre          | 2:05 p.m.          | Las Vegas Raiders          | V 34-18            | 3-2                | Empower Field at Mile High | Fox                | Sintesi            |
| 6                 | 13 ottobre         | 2:05 p.m.          | Los Angeles Chargers       | S 16-23            | 3-3                | Empower Field at Mile High | CBS                | Sintesi            |
| 7                 | 17 ottobre         | 6:15 p.m.          | @ New Orleans Saints (T)   | V 33-10            | 4-3                | Caesars Superdome          | Prime Video        | Sintesi            |
| 8                 | 27 ottobre         | 2:25 p.m.          | Carolina Panthers          | V 28-14            | 5-3                | Empower Field at Mile High | CBS                | Sintesi            |
| 9                 | 3 novembre         | 11:00 a.m.         | @ Baltimore Ravens         | S 10-41            | 5-4                | M&T Bank Stadium           | CBS                | Sintesi            |
| 10                | 10 novembre        | 11:00 a.m.         | @ Kansas City Chiefs       | S 14-16            | 5-5                | Arrowhead Stadium          | CBS                | Sintesi            |
| 11                | 17 novembre        | 2:05 p.m.          | Atlanta Falcons            | V 38-6             | 6-5                | Empower Field at Mile High | Fox                | Sintesi            |
| 12                | 24 novembre        | 2:05 p.m.          | @ Las Vegas Raiders        | V 29-19            | 7-5                | Allegiant Stadium          | CBS                | Sintesi            |
| 13                | 2 dicembre         | 6:15 p.m.          | Cleveland Browns (M)       | V 41-32            | 8-5                | Empower Field at Mile High | ESPN               | Sintesi            |
| 14                | Settimana di pausa | Settimana di pausa | Settimana di pausa         | Settimana di pausa | Settimana di pausa | Settimana di pausa         | Settimana di pausa | Settimana di pausa |
| 15                | 15 dicembre        | 2:25 p.m.          | Indianapolis Colts (M)     | V 31-13            | 9-5                | Empower Field at Mile High | CBS                | Sintesi            |
| 16                | 19 dicembre        | 6:15 p.m.          | @ Los Angeles Chargers (T) | S 27-34            | 9-6                | SoFi Stadium               | Prime Video        | Sintesi            |
| 17                | 28 dicembre        | 2:30 p.m.          | @ Cincinnati Bengals       | S 24-30 (DTS)      | 9-7                | Paycor Stadium             | NFL Network        | Sintesi            |
| 18                | 5 gennaio          | 2:25 p.m.          | Kansas City Chiefs         | V 38-0             | 10-7               | Empower Field at Mile High | CBS                | Sintesi            |

Note:
- Gli avversari della propria division sono in grassetto.
- Il simbolo "@" indica una partita giocata in trasferta.
- (M) indica il Monday Night Football e (T) il Thursday Night Football.

## Play-off
Al termine della stagione regolare i Broncos arrivarono terzi nella AFC West con un record di 10 vittorie e 7 sconfitte, qualificandosi ai play-off come testa di serie (seed) numero 7. Uscirono nel turno delle Wild card sconfitti da Buffalo. 
| Play-off  |            |            |                     |           |        |                  |     |         |
| Turno     | Data       | Ora (MT)   | Avversario (seed)   | Risultato | Record | Stadio           | TV  | Sintesi |
| Wild Card | 12 gennaio | 11:00 a.m. | @ Buffalo Bills (2) | S 7-31    | 0-1    | Highmark Stadium | CBS | Sintesi |

Note:
- Il simbolo "@" indica una partita giocata in trasferta.

## Premi

### Premi settimanali e mensili
- Wil Lutz:

giocatore degli special team della AFC della settimana 3
giocatore degli special team della AFC della settimana 12
- Patrick Surtain II

difensore della AFC della settimana 5
difensore della AFC del mese di novembre
- Cody Barton:

difensore della AFC della settimana 7
- Bo Nix:

rookie offensivo del mese di ottobre
rookie della settimana 10
giocatore offensivo della AFC della settimana 11
quarterback della settimana 11
rookie della settimana 11
rookie della settimana 12
giocatore offensivo della AFC della settimana 18
quarterback della settimana 18
- Marvin Mims:

giocatore degli special team della AFC della settimana 15